# 林應標
林應標（1499年—1554年），字君表，又字君儀，號謙谷，福建興化府莆田縣人，民籍，明朝政治人物。

## 生平
嘉靖元年（1522年）壬午科福建鄉試第二十八名舉人，二年（1523年）中式癸未科會試第六十五名，二甲第一百九名進士。授禮部主客司主事，會外國人進獻玉石，郎中陳九川驗收後丢失，被逮入詔獄。陳九川稱當日是林應標值署，林應標佯裝不省，坐誣服杖繫獄。久之，進玉者復至，司隸出二人，令譯者通其意。獻者熟視林應標，數度搖頭表示不認識，見陳九川，拊掌頷首，誣始得白。出為湖廣按察司僉事，丁父憂歸。服闋，復除江西佥事，十七年（1538年）正月升貴州按察司副使，二十三年（1544年）正月升貴州布政使司左參政，歷升廣東按察使、江西左布政使，調山西左布政使，以晉王府事被論劾，二十九年（1550年）正月考察罷職歸里，三十三年（1554年）卒於家，年五十六。

## 家族
曾祖林叔孟；祖父林與飾；父林師頤。母俞氏；繼母佘氏。具慶下。子林燦章、林炫章、林燠章、林爟章、林烶章（廣東左布政使）、林烺章。